# Мережко, Иван Иванович
Иван Иванович Мережко (13 декабря 1947—2004) — советский футболист, защитник.
Воспитанник футбольной школы «Восход» (первый тренер Аркадий Мостовой).
В 1969 году дебютировал в высшей лиге, выходя на замены в трёх матчах: против московского «Локомотива» (3:0 — 30 августа и 3:2 — 2 сентября) и против свердловского «Уралмаша» (2:2 — 16 сентября). Всего на поле провёл 90 минут. В играх за дубль забил 3 мяча.
В 1970 году из-за перехода в команду большой группы футболистов из закрытого куйбышевского клуба «Металлург» вынужден был вернуться в команду «Восход» и выступал в чемпионате города Куйбышева.
В 1971 году выступал за «Торпедо» Тольятти. 5 сентября забил свой единственный гол в профессиональной карьере в выездном матче в ворота команды «Уралан» Элиста (1:5).
По окончании сезона завершил карьеру игрока.